# Jean-Pierre Changeux
Jean-Pierre Changeux, född 6 april 1936 i Domont, Frankrike, är en fransk neurolog. 
Changeux blev 1972 chef för avdelningen för molekylär neurobiologi vid Institut Pasteur och utsågs 1975 till professor vid Collège de France.
Changeux tilldelades 1982 Wolfpriset i medicin för isoleringen, förädlingen och beskrivningen av acetylkolinreceptorn. Han invaldes 1985 som utländsk ledamot av svenska Vetenskapsakademien.

## Utmärkelser
- Prix Alexandre-Joannidès,  1977[10]
- Gairdner Foundation International Award,  1978[11]
- Wolfpriset i medicin,  1982[12][13]
- Richard Lounsbery Award,  1982[14]
- Prix Broquette-Gonin,  1983
- Ciba-Drew-priset för biomedicinsk forskning,  1985
- Bristol-Myers Squibb Award för framstående prestation inom neurovetenskaplig forskning,  1990[15]
- Premio Herlitzka,  1992[16]
- CNRS guldmedalj,  1992[17][7]
- Louis Jeantet-priset i medicin,  1993[18]
- Kommendör av Arts et Lettres-orden,  21 december 1993[19]
- Hedersdoktor vid Stockholms universitet,  1994[20]
- Sir Hans Krebs-medaljen,  1994
- Storkorset av Nationalförtjänstorden,  3 december 1994[21]
- Max Delbrück-medaljen,  1995
- Hedersdoktor vid Universitetet i Liège,  1996[22]
- Jean-Louis Signoret-priset,  1997
- Balzanpriset,  2001
- Karl Spencer Lashley Award,  2002[23]
- Golden Eurydice Award,  2005
- Hedersdoktor vid Ohio State University,  2007[24]
- NAS Award in the Neurosciences,  2007[25]
- Neuronal Plasticity Prize,  2008
- Robert J. and Claire Pasarow Foundation Award för framstående bidrag inom neuropsykiatrisk forskning,  2010[26]
- Storkors av Hederslegionen,  31 december 2010[27]
- Olav Thon-stiftelsens internationella pris,  2016[28]
- Clarivate Citation Laureates,  2021[29]
- Hedersdoktor vid Hebreiska universitetet i Jerusalem
- Hedersdoktor vid École polytechnique fédérale de Lausanne
- Hedersdoktor vid Universitetet i Genève
- Hedersdoktor vid HEC Paris

[Redigera Wikidata]